# 布朗眼中的棒球赛
《布朗眼中的棒球赛》（英語：How Brown Saw the Baseball Game），又名《琼斯眼中的棒球赛》（How Jones Saw the Baseball Game），是1907年鲁宾制造公司制作并发行的美国无声喜剧短片。影片讲述棒球爱好者布朗先生在观看棒球赛前喝下大量酒类，导致酒精中毒，球赛在他眼中成为倒转动作。为达成倒转动作效果，电影制作期间采用特技摄影。
短片于1907年11月上映并获1908年《电影世界》杂志好评，文章称影片颇为成功而且“的确很有趣”。截至2025年3月，电影是否还有胶片存世尚无定论，演员和其他剧组成员身份也不可考。电影史学家指出，本片与埃德温·S·波特一年前执导的喜剧片《办公室小子眼中的棒球赛》存在雷同。

## 剧情
体育爱好者布朗先生（Mr. Brown）打算到附近的棒球场观看棒球赛，但在出发前喝下大量高球雞尾酒。抵达球场后布朗昏昏沉沉，眼中看到的球赛都是倒转动作，跑上垒的球员倒退回去，棒球飞回投手手中。比赛结束后，朋友把布朗送回家。两人到家后，布朗的太太极其愤怒地上前殴打这位朋友，误以为丈夫是被他灌醉。

## 制作

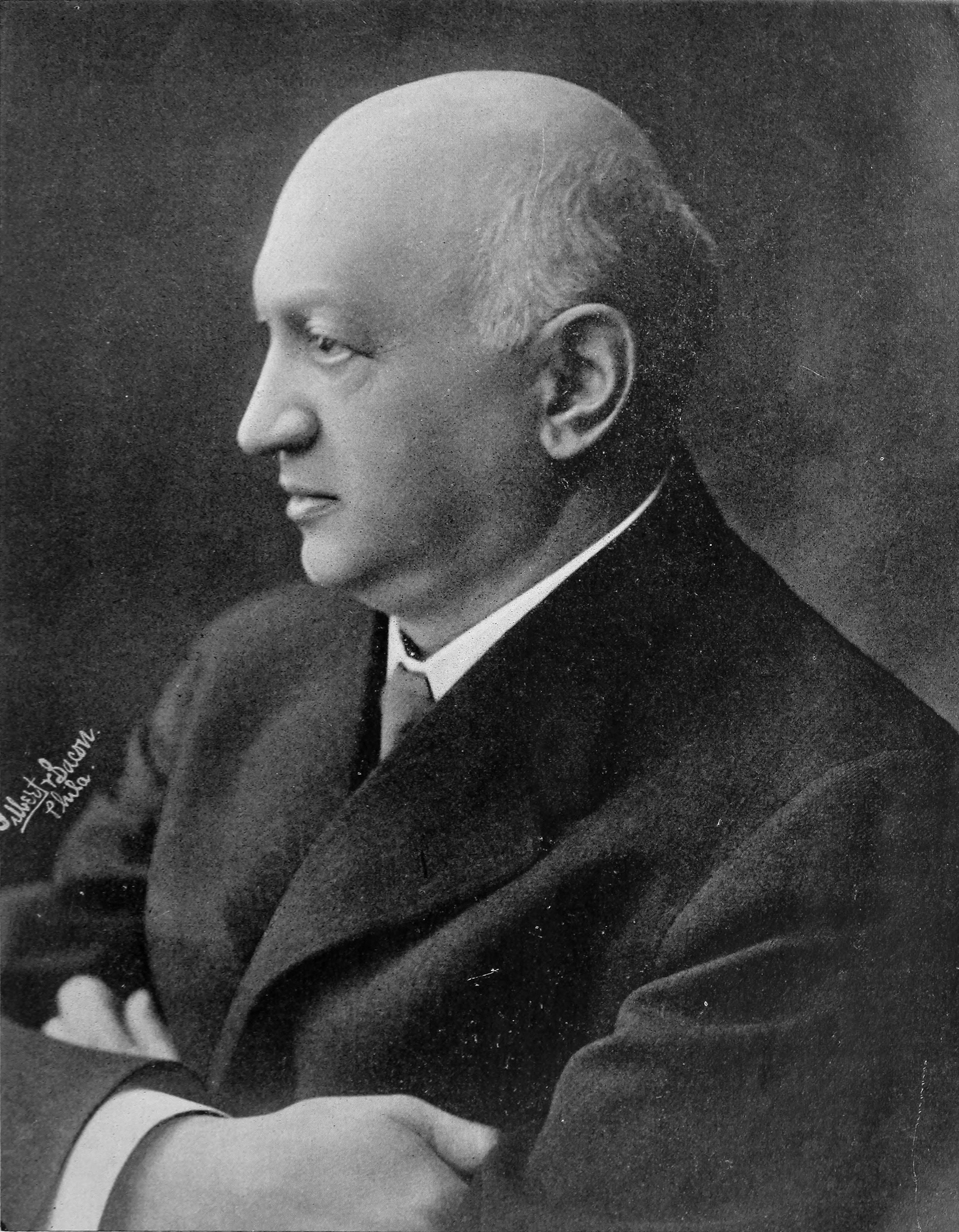
《布朗眼中的棒球赛》由西格蒙德·鲁宾（摄于1913年）创办的公司制作和发行

《布朗眼中的棒球赛》由德裔美国电影先锋西格蒙德·鲁宾（Siegmund Lubin）创办的鲁宾制造公司（Lubin Manufacturing Company）制作，导演身份已不可考。本片摄制期间，该公司平均每周制作并发行的电影达三部之多。
《布朗眼中的棒球赛》是无声电影，使用黑白胶卷摄制，最终成品的胶片长110米。片中棒球场上的镜头采用特技摄影完成，以达成球员倒着跑垒等效果。1907年10月26日，西格蒙德·鲁宾为本片申请版权，但采用的片名是《琼斯眼中的棒球赛》。

## 发行和评价
1907年11月16日，《布朗眼中的棒球赛》通过鲁宾制造公司在院线发行，并且直到1908年8月仍在上映。在此期间，本片有时与1907年的喜剧短片《借东西的邻居》（Neighbors Who Borrow）两场连映（double feature）。《借东西的邻居》讲述某男子把家中几乎所有东西全借给邻居，结果夫人回家后大发脾气。
广告宣称《布朗眼中的棒球赛》“实在有趣”，鲁宾声称本片是“滑稽到让人尖叫的闹剧”。1908年6月的《电影世界》（The Moving Picture World）称影片颇为成功而且“的确很有趣”。
部分现代著作指出，《布朗眼中的棒球赛》是鲁宾制造公司模仿《办公室小子眼中的棒球赛》（How the Office Boy Saw the Ball Game）的作品。该片由埃德温·S·波特（Edwin S. Porter）执导，1906年经爱迪生电影制片公司发行，讲述某办公室雇员偷偷离开上班地点去看棒球赛，但却发现自家老板就坐在旁边。鲁宾制造公司一向有模仿竞争对手电影的名声，曾仿造爱迪生电影制作公司发行的《汤姆叔叔的小屋》（Uncle Tom's Cabin）和《火车大劫案》。
作家杰克·斯皮尔斯（Jack Spears）在著作《好莱坞：黄金时代》（Hollywood: The Golden Era）中指出，《布朗眼中的棒球赛》和《办公室小子眼中的棒球赛》“情节几乎相同”。罗伯·埃尔德曼（Rob Elderman）2007年在《棒球》（Base Ball）期刊发表文章《截至1920年的棒球电影》（The Baseball Film: to 1920），同样认为两部短片剧情类似。
截至2025年3月，《布朗眼中的棒球赛》是否还有胶片存世尚无定论，很可能已经消失在历史长河。如果能够重新发现，本片将归入公有领域。

### 脚注
1. ↑  Erickson 1992，第324頁
2. ↑  How Brown Saw the Baseball Game-AFI.
3. ↑  How Brown Saw the Baseball Game-BFI.
4. 1 2 3 4 5 6  How Brown Saw the Baseball Game-Silent Era.
5. 1 2  Seiler & Seiler 2013，第34頁
6. 1 2 3  Elderman 2007，第24頁.
7. 1 2  Berlin Electrical Theater.
8. ↑  Neighbors Who Borrow.
9. 1 2  Erickson 1992，第324頁
10. ↑  Billboard-19071214，第21頁.
11. ↑  Bowers & Fuller-Seeley 1908.
12. ↑  Wood & Pincus 2003，第12頁
13. ↑  Spears 1971，第258頁

### 书目
- Erickson, Hal. . McFarland. 1992-08-01  [2020-07-12]. （原始内容存档于2020-07-13）.
- Seiler, Robert Morris; Seiler, Tamara Palmer. . Athabasca University Press. 2013  [2020-07-12]. ISBN 978-1-926836-99-7. （原始内容存档于2020-07-15）.
- Spears, Jack. . A. S. Barnes. 1971  [2020-07-12]. （原始内容存档于2020-07-13）.
- Wood, Stephen C.; Pincus, J. David. . McFarland. 2003-01-01  [2020-07-12]. ISBN 978-0-7864-1389-8. （原始内容存档于2020-07-13）.

### 期刊、报纸和网页
- . Billboard. 1907-12-14, 19: 21.
- Bowers, Q. David; Fuller-Seeley, Kathryn. . The World Photographic Publishing Company (Internet Archive). 1908-06-06, 2 (23)  [2020-07-13].
- . American Film Institute.   [2014-12-20]. （原始内容存档于2014-12-20）.
- . British Film Institute.   [2013-12-03]. （原始内容存档于2013-12-03）.
- . Silent Era.   [2020-07-13]. （原始内容存档于2020-02-01）.
- Elderman, Rob. . Base Ball. Spring 2007, 1 (1): 24.
- . The Ocala Evening Star. 1908-08-13: 3a  [2020-07-13]. （原始内容存档于2020-02-01）.
- . Billboard. 1907-12-14, 19: 21.